# Сомалски галаго
Сомалски галаго (лат. Galago gallarum) је врста полумајмуна из породице галага (Galagidae).

## Распрострањење
Ареал врсте покрива средњи број држава.
Врста је присутна у Етиопији, Сомалији и Кенији.

## Станиште
Грмље и дегенерисана шума од 150 до 1.200 метара надморске висине.

## Угроженост
Ова врста није угрожена, и наведена је као последња брига јер има широко распрострањење.